# Stuorra Skállovárri
Stuorra Skállovárri är en kulle i Finland. Den ligger i Utsjoki kommun i landskapet Lappland, i den norra delen av landet, 1 100 km norr om huvudstaden Helsingfors. Toppen på Stuorra Skállovárri är 390 meter över havet.
Terrängen runt Stuorra Skállovárri är platt österut, men västerut är den kuperad. Trakten runt Stuorra Skállovárri är nära nog obefolkad, med mindre än två invånare per kvadratkilometer. Närmaste större samhälle är Utsjoki by, 17,3 km norr om Stuorra Skállovárri. Omgivningarna runt Stuorra Skállovárri är i huvudsak ett öppet busklandskap.